# Roberto Bermúdez de Castro
Roberto Bermúdez de Castro Muñoz, conocido como “Chuny” (La Coruña, 1 de marzo de 1970), es un regatista español. 
A bordo del yate Azzam, del equipo emiratí Abu Dhabi Ocean Racing Team patroneado por Ian Walker, Roberto 'Chuny' Bermúdez de Castro, en el puesto de timonel y trímer, ganó la Volvo Ocean Race 2014–15, convirtiéndose en el segundo regatista español que gana la vuelta al mundo por equipos en 40 años de historia, tras Joan Vila, que lo hizo en la Volvo Ocean Race 2001-02 a bordo del Illbruck.

## Trayectoria
Chuny comenzó a navegar en Optimist junto a sus cuatro hermanos y de la mano de su padre, que era marino mercante, en el Real Club Náutico de La Coruña. Pronto destacó y pasó a navegar en Láser, 470 y Snipe, clase en la que consiguió su primer éxito al proclamarse campeón de España y ganar el Trofeo Su Majestad el Rey en 1991. Fue entonces cuando recibió la llamada de Javier de la Gándara para incorporarse a la tripulación del Galicia 93 Pescanova y participar en la Whitbread Round the World Race 1993-94. Se encontraba estudiando Ingeniería industrial, pero se incorporó nada más terminar los exámenes.

### Vueltas al mundo
Además de su primera participación con el Galicia 93 Pescanova en la edición de 1993-94, ha participado en otras siete ediciones, lo que le convierte, con siete, en el español con mayor número de ediciones disputadas:
- 2023, en el Viva México, en la VO65 Sprint Cup
- 2017-18, en el Team VESTAS 11th HOUR RACING
- 2014-15, en el Abu Dhabi Ocean Racing Team.
- 2011-12, en el CAMPER con Emirates Team New Zealand.
- 2008-09, en el Team Delta Lloyd.
- 2005-06, en el Brasil 1.
- 2001-02, en el Assa Abloy.
- 1993-94, en el Galicia 93 Pescanova.

### Copa América
Fue miembro del equipo Copa América '95 Desafío Español en la Copa América de 1995 y del Spanish Challenge en la Copa América de 2000.

### Juegos Olímpicos
Compitió con el equipo español en los Juegos Olímpicos de Atenas 2004 en la clase Star con Pablo Arrarte, clasificándose en el décimo puesto final.